# リンダリンダ
「リンダリンダ」は、日本のロックバンド、THE BLUE HEARTSのメジャーデビューシングルおよび楽曲。1987年5月1日にメルダックからリリースされた。

## 概要
作詞・作曲は甲本ヒロト。編曲はTHE BLUE HEARTSと浅田孟。1987年にTHE BLUE HEARTSがメジャーデビューした際のデビュー曲であり、同バンドを代表するナンバーである。
シングルで発表された「リンダリンダ」は、1枚目のアルバム『THE BLUE HEARTS』に収録されたバージョンに比べると、ギターアレンジやサウンドメイキングが大幅に異なる。これはレコード会社の意向により、外部のアレンジャーによって変更されたためである。メンバーはこのアレンジを気に入らず、アルバムにはアマチュア時代からライブで演奏していたバージョンを収録した。ただし、テレビ番組などにおいてはシングルバージョンが使用されることの方が多い。
甲本は曲名について、東京弁護士会の会報誌『LIBRA』の対談で「リンダとは誰か？」という質問に対し「僕も分からない。答えとか元々ないんだよ。だから、リンダリンダって歌詞カードには書いてないでしょ。登録もしてないから自由に歌っていいんだよ。」と語っている。
発表から20年近い歳月を経た2006年、オリンパスのデジタルカメラ「μ-DIGITAL」のCMソングとして起用されたが、これもシングルバージョンとなっている。また現在でも日本の高校野球では「TRAIN-TRAIN」など共に、応援歌として演奏される事がある。

## 他作品による引用
- 2004年、鴻上尚史の作・演出で、ブルーハーツの楽曲をつづった書籍「リンダリンダ」がある。また、この曲をモチーフにしたミュージカル『リンダ リンダ』が、鴻上の率いるKOKAMI@networkによって上演された。

- また2005年には、この曲をはじめとするTHE BLUE HEARTSの楽曲を全面的にフィーチャーした映画『リンダ リンダ リンダ』も公開された。
- 2018年から活動するアメリカのガールズバンド「リンダ・リンダズ」のバンド名は、上記映画のタイトルおよび、その中で歌われているこの曲のタイトルがバンド名の由来となっている[2]。

- 大槻ケンヂの自伝小説『リンダリンダラバーソール』のタイトルも本曲の引用である。

- 加藤ミリヤの「BABY! BABY! BABY!」はこの曲をサンプリングしている。

- 2011年、株式会社クロスカンパニー2011AutumnのCMにおいて、女優の宮崎あおいがギターの弾き語りで本曲を披露。

- 和田慎二『少女鮫』
- Netflix映画『ミックステープ:伝えられずにいたこと（英語版）』

## シングル収録曲
1. リンダ リンダ（シングル・ヴァージョン）（作詞・作曲：甲本ヒロト）
後年（THE HIGH-LOWS在籍時）、甲本は「これはヤベえだろ！というような曲を作りたくて作った曲」と語っている。
2. 僕はここに立っているよ（作詞・作曲：真島昌利）
ファンクラブ限定ライブにおけるアンコール曲のリクエスト投票では断トツの票を得た。

## 収録アルバム
- THE BLUE HEARTS（#1）アルバムバージョン
- MEET THE BLUE HEARTS（#1）アルバムバージョン
- SUPER BEST （#1,2）シングルバージョン
- LIVE ALL SOLD OUT（#1）
- 野音 Live on '94 6.18/19（#1）
- ALL TIME SINGLES 〜SUPER PREMIUM BEST〜（#1,2）シングルバージョン

## 主なカバー
リンダリンダ
- 2005年 - パーランマウム(アルバム「we are PARANMAUM」)
前述の映画『リンダ リンダ リンダ』内で結成されたバンド。
- 2007年 - 夏木マリ（シングル）
- 2007年 - Soma（アルバム「Essence of life "smile"」）
- 2008年 - アンドリューW.K.（アルバム「一発勝負〜カヴァーズ」）
- 2009年 - MxPx（アルバム「オン･ザ･カヴァーII」)
- 2010年 - 宮野真守（シングル「『デュラララ!!』 カバーソングコレクションCD Vol.1-」）
- 2011年 - Me First and the Gimme Gimmes（アルバム「Sing a Japanese」）
- 2016年 - Silent Siren（コラボレーションアルバム「30th anniversary THE BLUE HEARTS re-mix『re-spect』」[3]）
- 2019年 - 島津亜矢（アルバム『SINGER 6』）
- 2021年 - JO1 『PLAY LIST JO1』の番組内でダンス付きのパフォーマンスでカバー
- 2022年 - おぎやはぎ - 2022年12月30日放送『クイズ☆正解は一年後』（TBSテレビ）内にてカバー。2023年1月1日に配信リリースされるトリビュート・アルバム『ザ・ブルーハーツ クイズ☆正解は一年後 トリビュート』に収録[4]。